# 니키 카리미
니키 카리미(페르시아어: نیکی کریمی, 영어: Niki Karimi, 1971년 11월 10일 ~ )는 이란의 배우이다. 제25회 카이로 국제 영화제 여우주연상 수상자이다. 2003 파즈르 국제 영화제 크리스털 시무르그 여우주연상수상자이다.

## 출연 작품
- 웬즈데이, 메이 9 (2015)
- 크라임 (2011)
- 마지막 휘슬 (2011)
- 우먼 아 엔젤스 (2010)
- 트라이얼 온 더 스트리트 (2009)
- 쉬린(영어판) (2008)
- 며칠 후 (2006)
- 하룻밤 (2005)
- 숨겨진 반쪽 (2001)
- 두 여인 (1999)
- 사라 (1993)

## 같이 보기
- 파즈르 국제 영화제